# Зима, Ванесса
Ване́сса Дже́йн Зи́ма (англ. Vanessa Jane Zima) — американская актриса, средняя из трёх сестёр-актрис Зима (старшая Мэйделин, младшая Ивонн). Известна благодаря ряду своих работ второго плана. В отличие от сестёр у неё гетерохромия (У неё разноцветные глаза — правый карий, левый — голубой).

## Ранние годы
Родилась 17 декабря 1986 года в Филлипсберге, штат Нью-Джерси в семье Марии и Денниса Зима. Её фамилия имеет польские корни (обозначает то же, что и на русском), она получила её от деда по отцовской линии, который сам был родом из Польши. Позднее семья переехала в Лос-Анджелес, где в возрасте 8 лет Ванесса и начала свою карьеру.

## Карьера
Она начала свою карьеру в кино в возрасте восьми с фильма Клуб нянек 1995 года, в котором в главных ролях снимались Лариса Олейник и Рэйчел Ли Кук. Позднее снималась в эпизодических ролях дочери Даниэля Бензали в сериале Убийство первой степени, вскоре после этого взяла роль Пэнни Джексон в фильме Золото Ули (1997 года) у своей старшей сестры Мэйделин, которая не смогла сыграть из-за занятости в других проектах.
Всё привело её к роли Инджер Кристиансон (младшей сестры героини Джулии Стайлз) в фильме Грех 1998 года и к ролям приглашённой звезды в сериалах Визитёр, Семейный закон и Кризисный центр. Ванесса получила свою первую главную роль в независимом фильме Зоя 2001 года.

## Фильмография[6]
| Год       |     | Русское название        | Оригинальное название   | Роль               |
| --------- | --- | ----------------------- | ----------------------- | ------------------ |
| 1995      | ф   | Клуб нянек              | The Baby-Sitters Club   | Рози Вилдер        |
| 1995—1996 | с   | Убийство первой степени | Murder One              | Элизабет Хофман    |
| 1997      | ф   | Золото Ули              | Ulee's Gold             | Пенни Джексон      |
| 1997      | с   | Кризисный центр         | Crisis Center           | Дженни Максфилд    |
| 1997      | с   | Визитёр                 | The Visitor             | Мелисса            |
| 1998      | ф   | Сёстры Роуз             | The Rose Sisters        |                    |
| 1998      | ф   | Грех                    | Wicked                  | Инджер Кристиансон |
| 2000      | ф   | Бизнес-детки            | The Brainiacs.com       | Келли Тайлер       |
| 2000      | с   | Семейный закон          | Family Law              | Мэри Кэмерон       |
| 2001      | ф   | Зоя                     | Zoe                     | Зоя                |
| 2004      | с   | Справедливая Эми        | Judging Amy             | Кэти Хэйдлок       |
| 2004      | ф   | Пещерный житель         | Cavedweller             | Аманда Виндзор     |
| 2006      | ф   | На краю Иерихона        | The Far Side of Jericho | Грета ван Дам      |
| 2008      | с   | Доктор Хаус             | House                   | Бекка              |
| 2011      | ф   | Абсент                  | The Absent              | Эми Джонес         |
| 2011      | кор |                         | Destruction Party       | Эмили              |
| 2012      | ф   | Девушки Мэнсона         | Manson Girls            | Кэти Крэнквикел    |

## Интересные факты
- В фильме Сёстры Роуз снималась вместе со своей старшей сестрой Мэйделин.
- В 1998 году номинировалась на премию Молодой актёр в категории Best Performance in a Feature Film — Supporting Young Actress за фильм «Золото Ули»[7].
- Рост Ванессы 173 сантиметра[1].
- Когда не снимается, она занимается хореографией.
- Прозвище — Несса[3].